# Schedophilus haedrichi
Schedophilus haedrichi is een  straalvinnige vissensoort uit de familie van Centrolophidae. De wetenschappelijke naam van de soort is voor het eerst geldig gepubliceerd in 1973 door Chirichigno F..
De soort staat op de Rode Lijst van de IUCN als niet bedreigd, beoordelingsjaar 2008.